# Cyrtosperma carrii
Cyrtosperma carrii är en enhjärtbladiga växtart som beskrevs av Alistair Hay. Cyrtosperma carrii ingår i släktet Cyrtosperma, och familjen kallaväxter.
Artens utbredningsområde är Papua Nya Guinea. Inga underarter finns listade i Catalogue of Life.